# 다요로역
다요로역(일본어: 多寄駅)은 일본 홋카이도 시베쓰시에 있는 홋카이도 여객철도 소야 본선의 역이다. 역 번호는 W44이며, 단선 승강장 1면 1선의 구조를 지닌 지상역이다.

## 역 주변
- 국도 제40호선
- 시베쓰 시청 다요로 출장소
- 호쿠세이 신용금고 시베쓰추오 영업부 다요로 출장소
- 시베쓰 시립 다요로 진료소

## 인접 정차역
| 홋카이도 여객철도 소야 본선 | 홋카이도 여객철도 소야 본선 | 홋카이도 여객철도 소야 본선 |
| --------------------------- | --------------------------- | --------------------------- |
| W42 시베쓰 아사히카와 방면  | 쾌속 '나요로'               | 후렌 W46 왓카나이 방면      |
| W42 시베쓰 아사히카와 방면  | 보통                        | 미즈호 W45 왓카나이 방면    |